# Paul Wesley

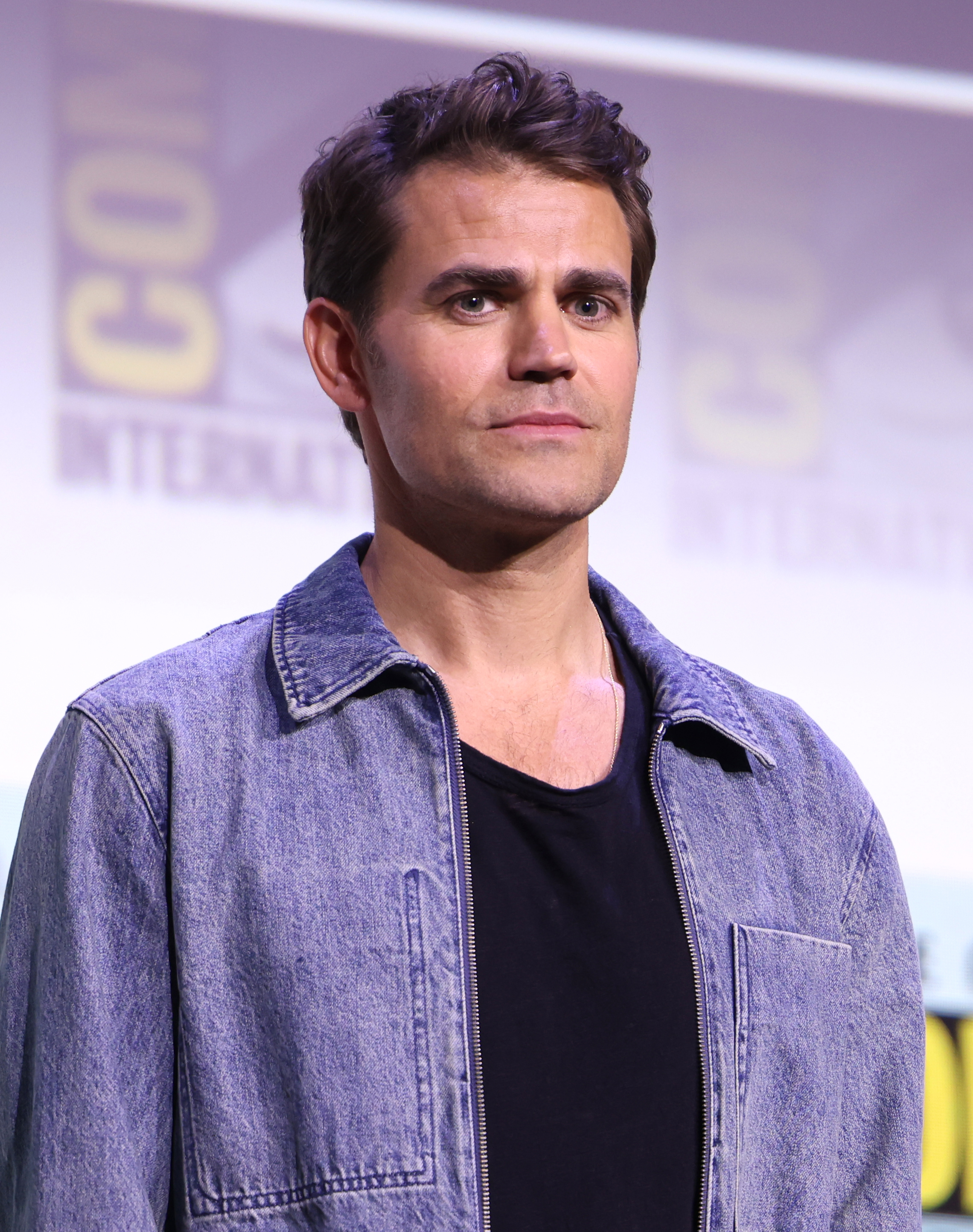
Paul Wesley (2025)

Paul Wesley (* 23. Juli 1982 in New Brunswick, New Jersey; bürgerlich Paul Thomas Wasilewski, polnisch Paweł Tomasz Wasilewski) ist ein US-amerikanischer Film- und Fernsehschauspieler polnischer Abstammung.

## Leben
Paul Wesley wurde am 23. Juli 1982 in New Brunswick im US-Bundesstaat New Jersey geboren und wuchs im Marlboro Township auf. Seine Eltern, Agnieszka Wasilewska und Thomas Wasilewski, waren kurz vor seiner Geburt aus Polen in die Vereinigten Staaten ausgewandert. Er hat eine ältere Schwester, Monika, sowie zwei jüngere Schwestern, Julia und Leah.
Seit 2004 tritt er unter seinem Pseudonym Paul Wesley in Erscheinung.
Sein Interesse an der Schauspielerei begann sich in der 4. Klasse zu entwickeln, als er an einem Sommerprogramm für Kunst- und Theaterinteressierte teilnahm. Sein Debüt gab er 1999 im Alter von 17 Jahren in der langlebigen Seifenoper Springfield Story. Seit diesem Zeitpunkt steht der Jungdarsteller unablässig vor der Filmkamera. Eine seiner bekanntesten Rollen war die des Tommy Callahan in Everwood, die er in neun Episoden verkörperte. Er war seit September 2009 in der Fantasy-Serie Vampire Diaries als Stefan Salvatore zu sehen, die bis März 2017 auf dem Fernsehsender The CW ausgestrahlt wurde, dann aber nach 8 Staffeln endete. 1999 war Wesley in einem an Jugendliche gerichteten Werbespot gegen das Tabakrauchen zu sehen.
Seine Hobbys sind Eishockey, Snowboardfahren und Gitarrespielen. Wesley hat weiterhin Interessen an Filmregie und am Drehbuchschreiben.
Er lebte in Atlanta, Georgia während der Dreharbeiten von Vampire Diaries und während der Drehpausen mit seiner damaligen Ehefrau Torrey DeVitto in Los Angeles, Kalifornien. Sein Haus in Los Angeles verkaufte er allerdings nach seiner Scheidung Ende 2013.
Wesley war seit April 2011 mit der US-amerikanischen Schauspielerin Torrey DeVitto verheiratet. Ende Juli 2013 gaben die beiden ihre Scheidung bekannt. Von 2013 bis März 2017 war er mit der Schauspielerin Phoebe Tonkin liiert, die er in Vampire Diaries kennenlernte. Von 2019 bis 2024 war er mit Ines de Ramón verheiratet. 

## Filmografie

### Fernsehserien
- 1999: Another World
- 1999–2001: Guiding Light
- 2001–2002: Wolf Lake (9 Folgen)
- 2002: Criminal Intent – Verbrechen im Visier (Law & Order: Criminal Intent, Folge 2x06 Tödliche Dosis)
- 2002–2005: American Dreams (10 Folgen)
- 2003: Smallville (Folge 2x15 Triple Luthor)
- 2003: O.C., California (The OC, Folge 1x05 Außenseiter)
- 2003–2004: Meine wilden Töchter (8 Simple Rules, 2 Folgen)
- 2003–2004: Everwood (9 Folgen)
- 2004: CSI: Miami (Folge 3x05 Lippenbekenntnisse)
- 2005: CSI: NY (Folge 2x02 Kunstfehler)
- 2005: Law & Order: Special Victims Unit (2 Folgen)
- 2006: Crossing Jordan – Pathologin mit Profil (Crossing Jordan, Folge 5x18 Dünnes Eis)
- 2007: Shark (Folge 2x11 Ausgerockt)
- 2007: Cane (3 Folgen)
- 2008: Cold Case – Kein Opfer ist je vergessen (Cold Case, Folge 5x16 Schlechter Ruf)
- 2008–2009: Army Wives (6 Folgen)
- 2009–2010: 24 (4 Folgen)
- 2009–2017: Vampire Diaries (The Vampire Diaries, 171 Folgen)
- 2016: The Originals (Folge 3x14)
- 2018: Medal of Honor (Folge 1x2)
- 2018–2020: Tell Me a Story
- 2022–2023: Star Trek: Strange New Worlds (Folgen 1x10, 2x03, 2x06, 2x09, 3x04-06)

### Filme
- 2001: Shot in the Heart (Fernsehfilm)
- 2002: Young Arthur (Fernsehfilm)
- 2002: Minority Report
- 2003: The Edge (Fernsehfilm)
- 2004: The Last Run
- 2005: Roll Bounce
- 2006: Cloud 9
- 2006: Peaceful Warrior
- 2006: Lenexa, 1 Mile
- 2006: Gefallene Engel (Fallen: The Beginning, Fernsehfilm)
- 2007: Gefallene Engel 2
- 2008: Gefallene Engel 3
- 2008: Killer Movie
- 2008: The Russell Girl (Fernsehfilm)
- 2009: Small Town Secret
- 2010: Beneath the Blue – Geheimnisse der Tiefe (Beneath the Blue)
- 2012: The Baytown Outlaws
- 2014: Before I Disappear
- 2014: Amira and Sam
- 2016: Mothers and Daughters
- 2016: The Late Bloomer

## Auszeichnungen
- 2000: Nominierung für den Young Star Award für seine Darstellung des Max Nickerson in Springfield Story
- 2010: Teen Choice Award in der Kategorie Breakout Star Male für die Rolle des Stefan Salvatore in Vampire Diaries
- 2010: Teen Choice Award in der Kategorie Choice TV Actor – Fantasy/Sci-Fi für die Rolle des Stefan Salvatore in Vampire Diaries
- 2012: Nominierung für den Teen Choice Award in der Kategorie Choice TV Actor – Fantasy/Sci-Fi für die Rolle des Stefan Salvatore in Vampire Diaries
- 2013: Nominierung für den Teen Choice Award in der Kategorie Choice TV Actor – Fantasy/Sci-Fi für die Rolle des Stefan Salvatore in Vampire Diaries
- 2014: Nominierung für den Teen Choice Award in der Kategorie Choice TV Actor – Fantasy/Sci-Fi für die Rolle des Stefan Salvatore in Vampire Diaries
- 2014: Nominierung für den Teen Choice Award in der Kategorie Choice TV Villain für die Rolle des Stefan Salvatore in Vampire Diaries

## Trivia
- Gemeinsam mit Ian Somerhalder betreibt Wesley den Bourbon Whiskey Brother’s Bond Bourbon. Die beiden verkörperten in der Fernsehserie Vampire Diaries die Brüder Damon Salvatore und Stefan Salvatore, die während den Episoden gerne ein Glas Whiskey tranken.[15][16]